# Sandnes Idrettspark
El estadio Sandnes Idrettspark es un estadio de usos múltiples ubicado en Sandnes, Rogaland, Noruega. Es la casa del Sandnes Ulf y del equipo Sandnes IL (equipo de atletismo). La capacidad del estadio es de 4969 espectadores.
El lugar acogió los campeonatos nacionales de atletismo en 1986, 2002 y 2010. En una encuesta de 2012 realizada por la Asociación de Jugadores de Noruega el Sandnes Idrettspark ocupó el peor lugar entre los estadios de liga, con una puntuación de 2,40 en una escala del uno al cinco.
Los asientos montados actualmente en el estadio fueron donados al ser demolido el antiguo Stavanger Stadion en 2004.